# ESTCube-1
El ESTCube-1 es el primer satélite estonio, lanzado el 7 de mayo de 2013 a bordo de un cohete Vega. Ha sido desarrollado dentro del Eesti tudengisatelliidi programm (Programa estudiantil estonio de satélites), un proyecto educacional que cuenta con la participación de estudiantes universitarios y de secundaria. Entre sus objetivos se encuentra la prueba de la primera vela solar eléctrica.

## Objetivos científicos

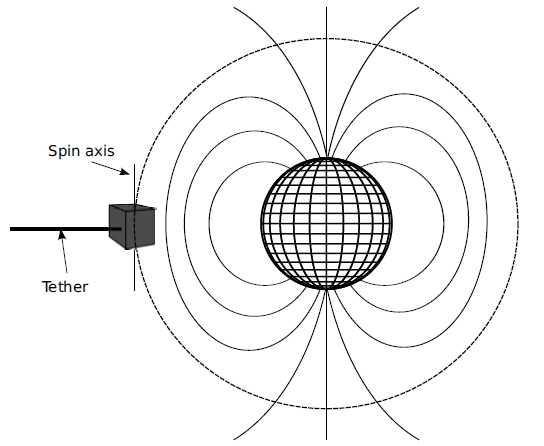
Diagrama del experimento de la vela solar

El objetivo principal de la misión es el ensayo de la primera vela solar eléctrica, inventada por Pekka Janhunen del Instituto Meteorológico Finlandés, formada por un cable de 10 metros de longitud y entre 20 y 50 micrómetros de anchura que será desplegado del satélite. Mediante el uso de un cañón de electrones el cable quedará cargado positivamente con una diferencia de potencial de hasta 500 voltios, y se medirá entonces su interacción con los iones positivos del viento solar a través de la variación en la velocidad de rotación del satélite.
En la última fase de la misión se ensayará el uso de la vela solar como freno de plasma para satélites. El cable será cargado negativamente para que pierda velocidad mediante la interacción con el viento solar y se produzca una reentrada controlada en la atmósfera terrestre. De demostrar su efectividad se abriría el camino a un freno ligero y sencillo para combatir el aumento de la basura espacial.

## Dimensiones y masa
El ESTCube-1 sigue el estándar CubeSat para nanosatélites dentro de la categoría U1, con unas dimensiones de 10x10x11.35 cm, 1 litro de volumen aproximado y una masa de 1.048 kg.

## Instrumentación

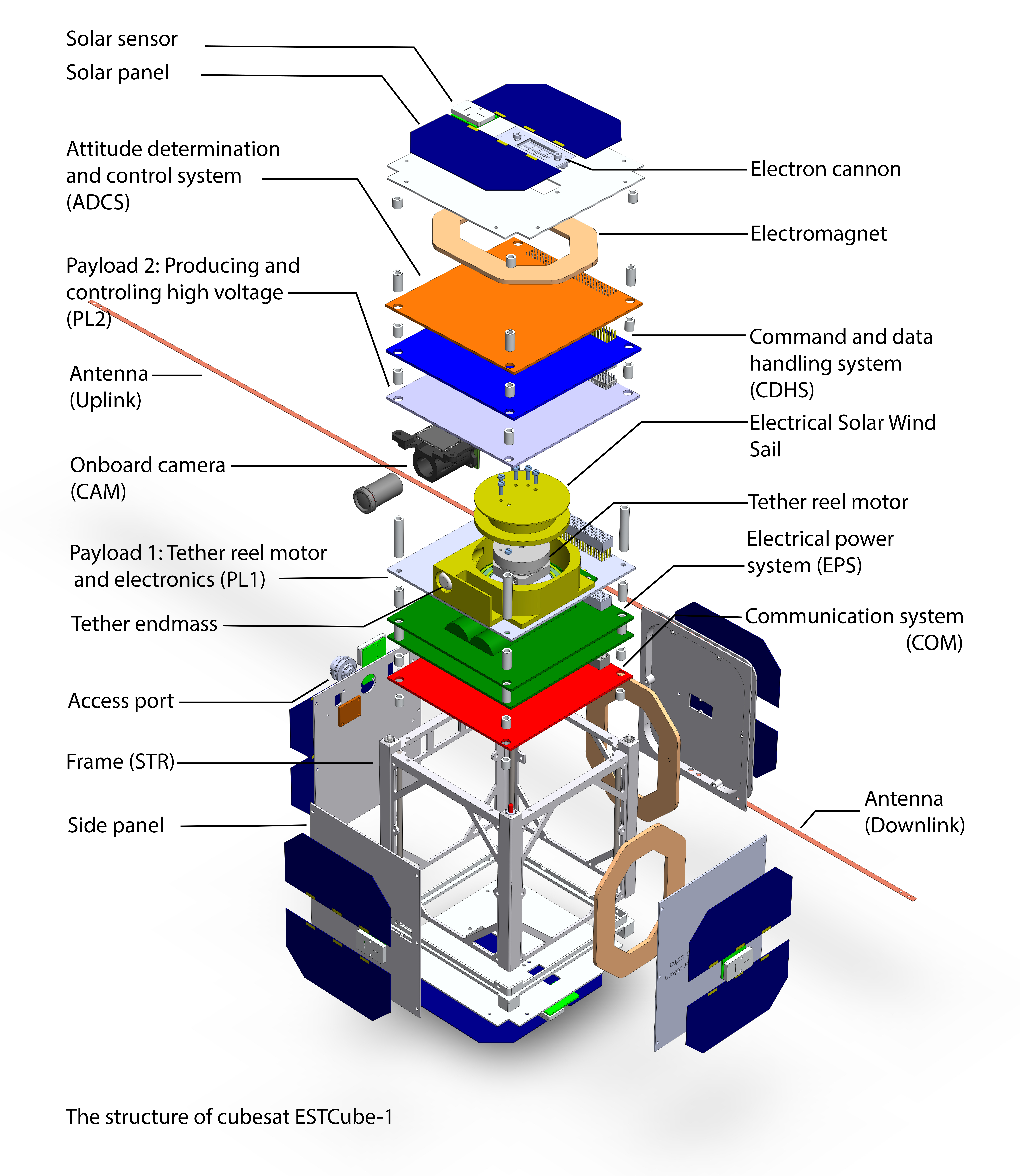
Diagrama del ESTCube-1

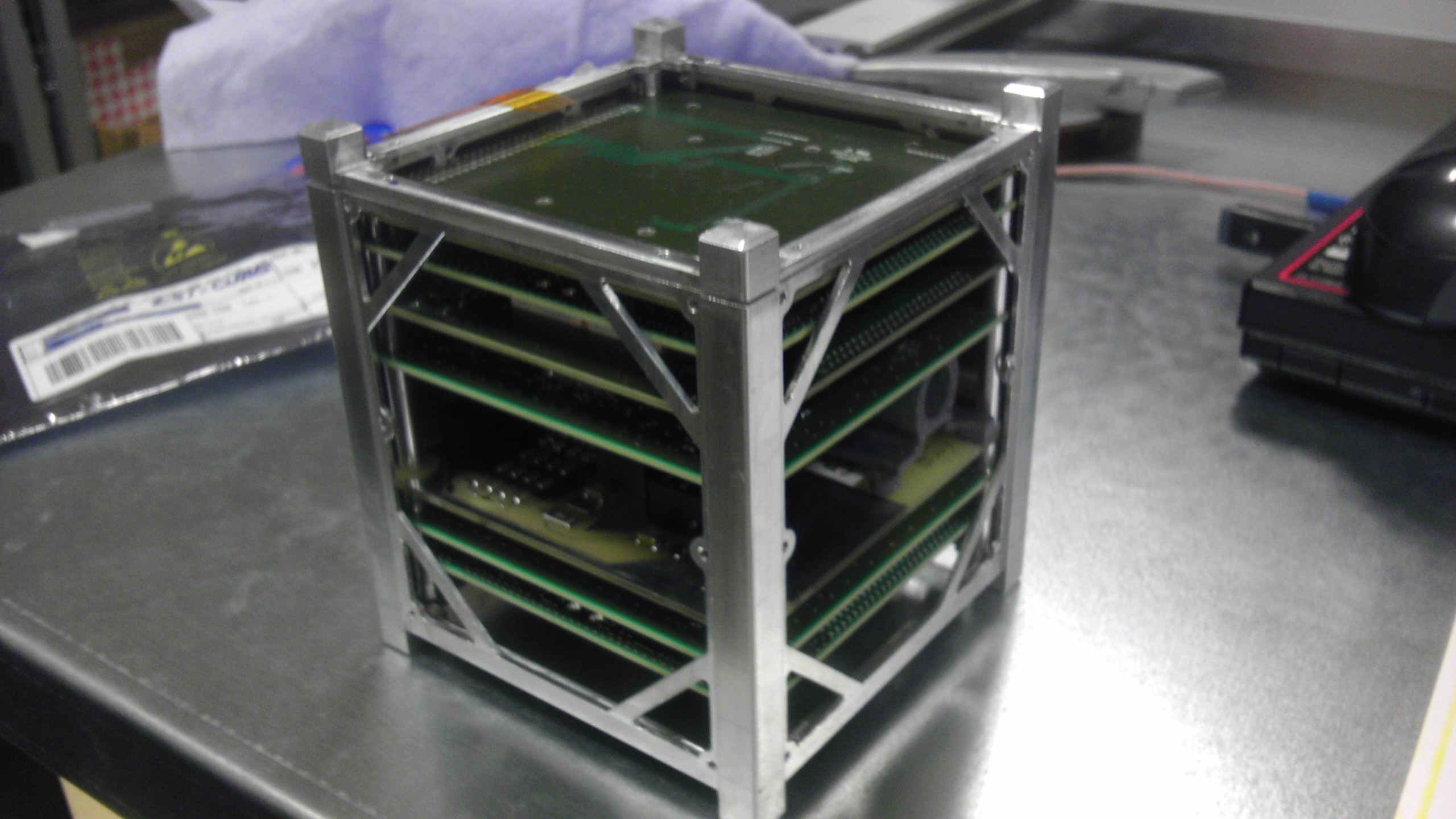
Estructura del ESTCube-1

- ADCS (Attitude Determination and Control System), que incluye giróscopos, magnetómetros, sensores de altitud y de ángulo de iluminación solar para determinar la posición del satélite respecto del Sol, de la Tierra y de su campo magnético.
- CAM, una cámara de 640x480 píxeles de resolución destinada al control de la vela solar y a la toma de imágenes de la tierra.
- CDHS (Command and Data Handling System), el computador de a bordo.
- COM, un dispositivo de comunicación con las estaciones de tierra.
- EPS (Electrical Power System) se encarga del almacenamiento y la distribución de la electricidad generada en los paneles solares.
- PL (Payload Module), la sección de carga que incluye el cable de la vela solar, el mecanismo para desplegarlo y un cañón de electrones.

## Software
El ESTCube-1 utiliza el sistema operativo FreeRTOS en el módulo CDHS y en el de la cámara, y TinyOS en el módulo de comunicaciones.
El sistema de control de la misión ha sido desarrollado por estudiantes de la Universidad de Tartu bajo la supervisión de la compañía CGI.

## Órbita
El satélite se encuentra en una órbita sincrónica al sol a una altitud de 670 kilómetros con un periodo de 98.03 minutos.

## Fases de la misión
- Inserción en órbita.

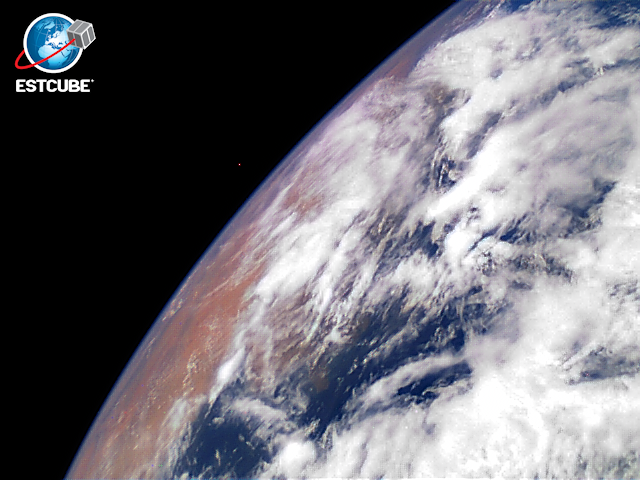
Primera fotografía de la Tierra tomada por el ESTCube-1

- Análisis de los sistemas para detectar posibles daños en el aparato.
- Despliegue de las antenas para iniciar las comunicaciones con la Tierra.
- Activación de la antena de radio y envío mensajes a la Tierra. Hasta este punto no puede saberse si el lanzamiento ha sido exitoso.
- Estancia de 48 horas en modo seguro para confirmar el buen estado del satélite.
- Conexión de todos los sistemas, en este punto el satélite está listo para recibir órdenes de la Tierra.
- Comunicación con la base para realizar posibles diagnósticos y actualizaciones.
- Inicio de la rotación del satélite con eje perpendicular al terrestre hasta alcanzar una revolución por segundo.
- Toma de imágenes de la Tierra, a ser posible de Estonia.
- Despliegue y carga de la vela solar, medida de la fuerza de Lorentz sufrida a partir del cambio en la velocidad de rotación del satélite.
- De ser posible, uso de la vela cargada negativamente para desestabilizar la órbita del satélite y provocar una reentrada atmosférica ordenada.

De no haber impedimentos la misión puede ser completada en el plazo de semanas.

## La Comunicación con el satélite
La comunicación con el satélite es efectuada a través de dos frecuencias registradas de la International Amateur Radio Union:
- 437.250 MHz
- 437.505 MHz[5]

Adicionalmente, también es establecida comunicación de manera periódica, aunque muy lenta, usando una señal de telegrafía de 18 WPM en una frecuencia de 437.250 MHz. A esta frecuencia, los parámetros más importantes del satélite son retornados cada 3-5 minutos. Para conexiones rápidas del tipo de modulación por desplazamiento de frecuencia se usan a una frecuencia de 437.505 MHz con una conexión de 9600 baudios y un paquete AX.25. Las relativamente lentas velocidades de conexión resultan del uso de frecuencias de radioaficionados, las cuales limitan el ancho de banda a 25 kHz. Además de la modulación por desplazamiento de frecuencia, existe además la posibilidad de comunicarse usando modulación por desplazamiento de frecuencia gausiana, modulación por desplazamiento mínimo, and modulación gausiana por desplazamiento mínimo. Usando la modulación por desplazamiento de frecuencia, la velocidad máxima de conexión es de 19,200 bits por segundo. La conexión rápida es solo usada cuando se le ha dado una orden específica al satélite.
Los comandos enviados al satélite usan la banda amateur de 145 MHz (2 metros).

## Financiación y coste

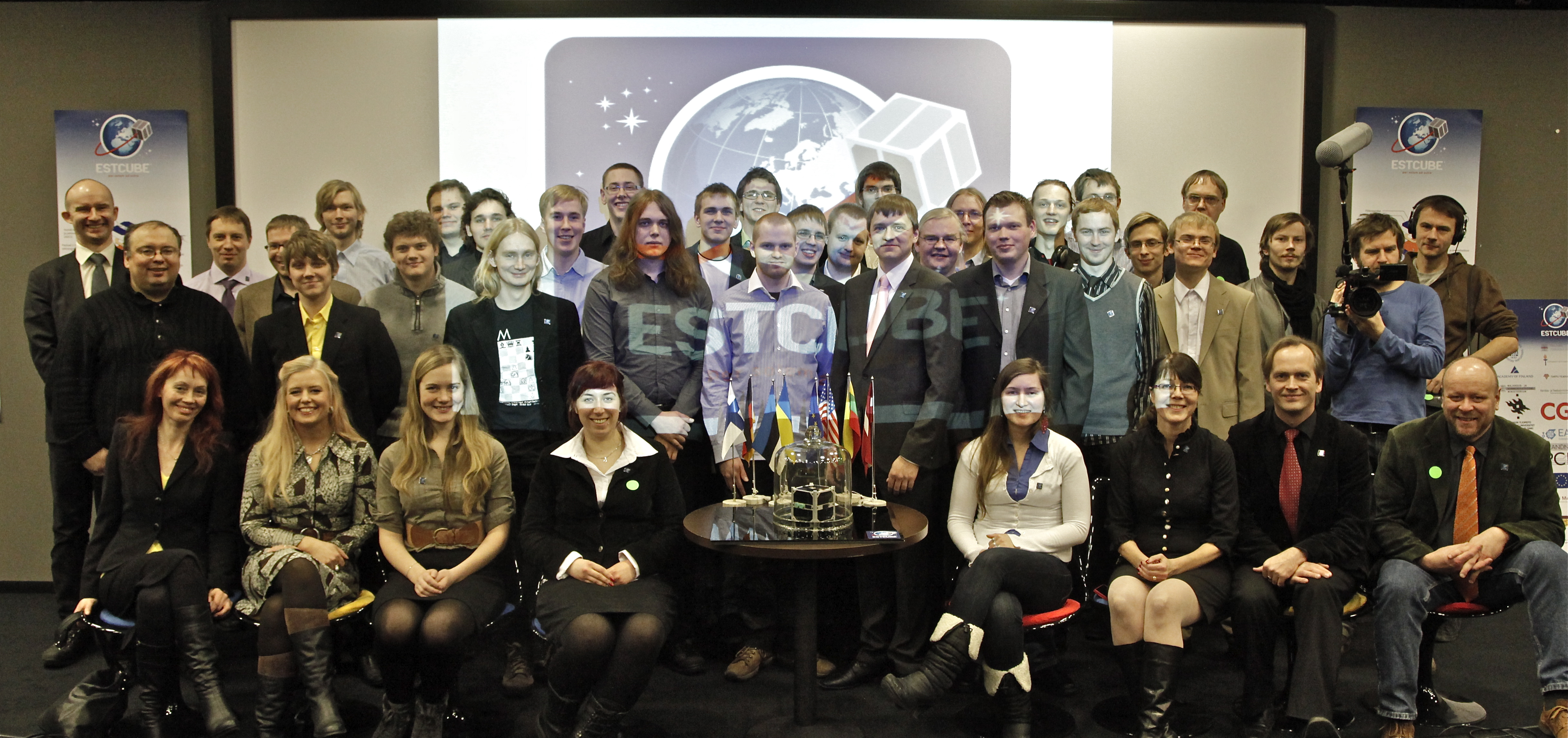
Presentación del ESTCube-1en enero de 2013.

La opción más económica para el lanzamiento fue la ofrecida por la Agencia Europea del Espacio. Al ser Estonia un miembro asociado de la agencia la mayor parte del coste (unos 70,000 euros) fue cubierta por el fondo estonio para gastos educativos. Incluyendo desarrollo de la misión y lanzamiento, el proyecto ha acabado costando aproximadamente 100,000 euros.